# Absorberkammer

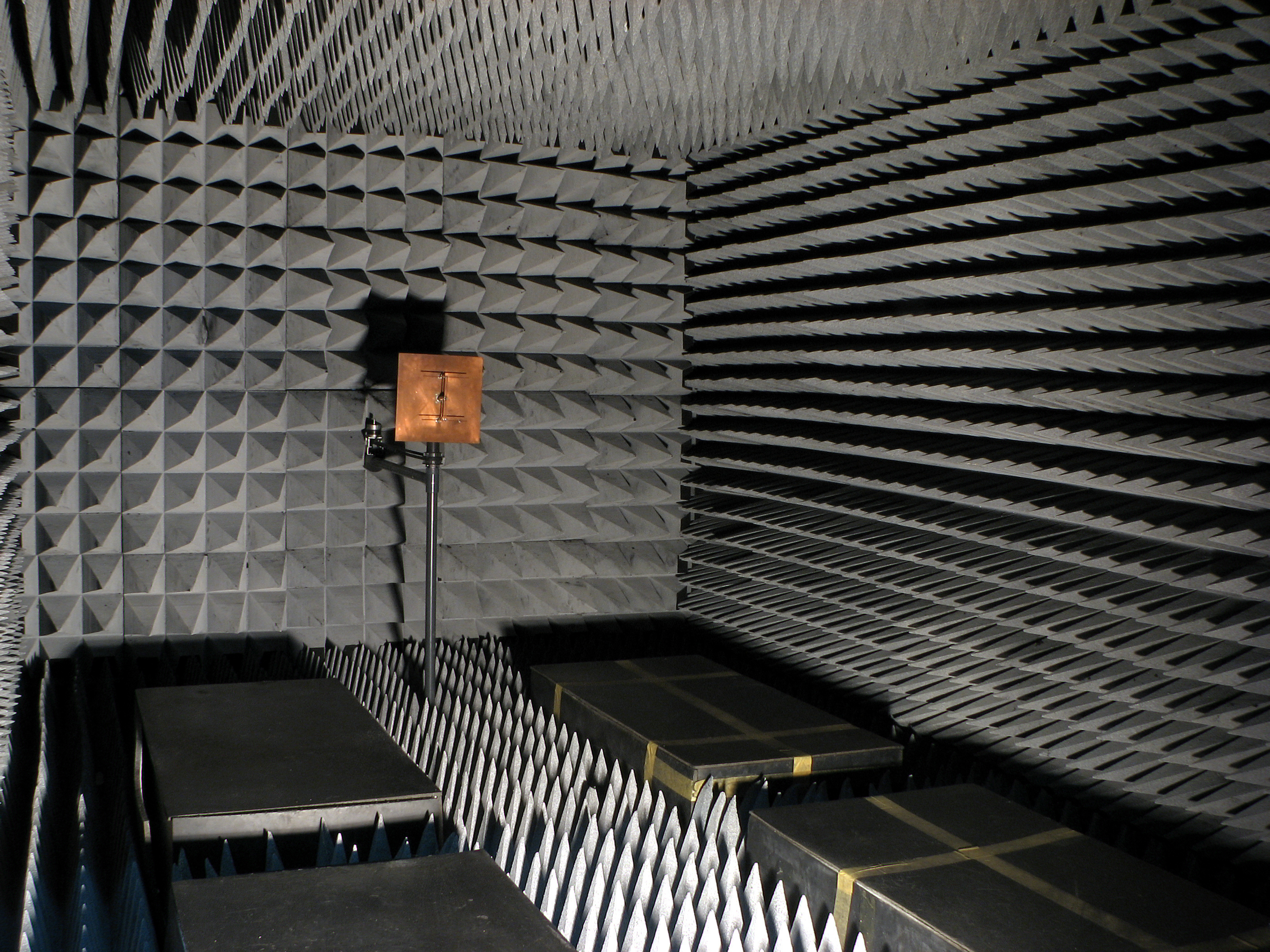
Pyramidenabsorber aus geschäumten Polyurethan in einer vollständigen Absorberhalle

Eine Absorberkammer ist in der EMV-Prüftechnik eine definierte Umgebung, an deren metallischen, elektrisch leitfähigen Wänden innen Absorber für elektromagnetische Wellen angebracht sind. Die Absorberkammer unterscheidet sich von den in der Akustik üblichen reflexionsarmen Räumen dadurch, dass die Absorber an ihren Wänden in der Lage sind, elektromagnetische Wellen und nicht Schallwellen zu absorbieren.

## Aufbau

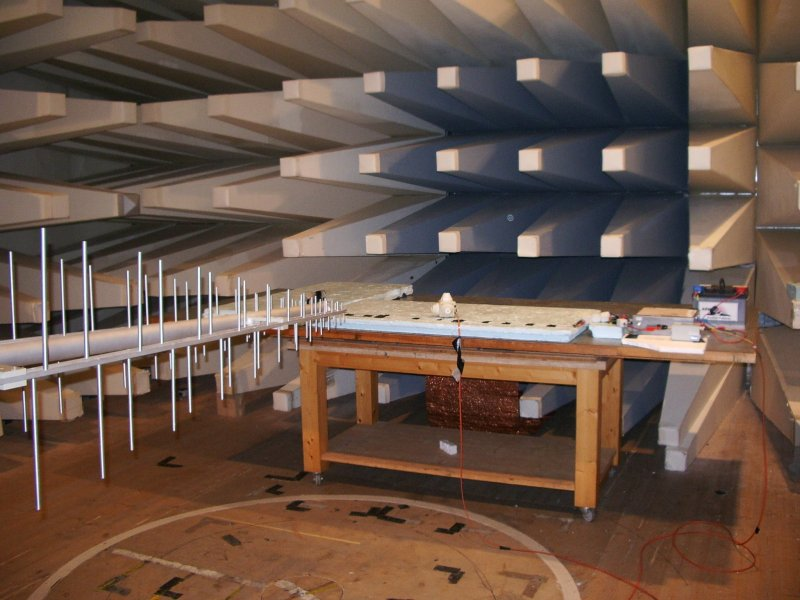
Antenne mit definiertem Abstand zu Kabelbaum und Prüfling in einer Absorberkammer

Im Außenbereich besteht die Prüfkammer aus metallisch und elektrisch gut leitfähigen Wänden, welche den Innenraum der Kammer elektromagnetisch von der Außenwelt abschirmen. Die dabei erzielbare Schirmdämpfung ist je nach Kammer verschieden und im Bereich von 60 dB bis 90 dB. Dabei besteht im Aufbau der Kammer die Schwierigkeit, alle Öffnungen für Zu- und Ableitungen wie für die Belüftung, Beleuchtung, elektrische Leitungsdurchführung und die Türe für den Zugang zur Kammer entsprechend HF-dicht auszuführen und ungewollte Schlitzantennen an Spalten zwischen Innen- und Außenbereich zu verhindern.
Im Inneren der Absorberkammer sind die Absorber angebracht, welche die im Inneren erzeugte Feldenergie in Wärmeenergie umsetzen. Damit wird angenähert ein Verhalten wie im Freiraum ohne Reflexionen erzielt. Die Absorber sind üblicherweise mehrstufig aufgebaut: Als unterste Schicht werden Platten aus weichmagnetischen Ferriten angebracht, welche niederfrequente Frequenzanteile im Bereich bis 1 GHz gut absorbieren. Diese in der mechanischen Verarbeitung sehr spröden und bruchempfindlichen Ferritplatten sind zur guten Schirmwirkung präzise geschliffen. Als obere Schicht werden darüber die typischen Pyramiden in regelmäßiger Struktur aus geschäumten Kunststoffen wie Polyurethane mit großem Verlustwinkel, bei Bedarf mit im Kunststoff zusätzlich eingebrachten Ferritpartikeln, angebracht. Die Kunststoffpyramiden absorbieren primär höhere Frequenzanteile bis in den mehrfachen GHz-Bereich.

## Typen

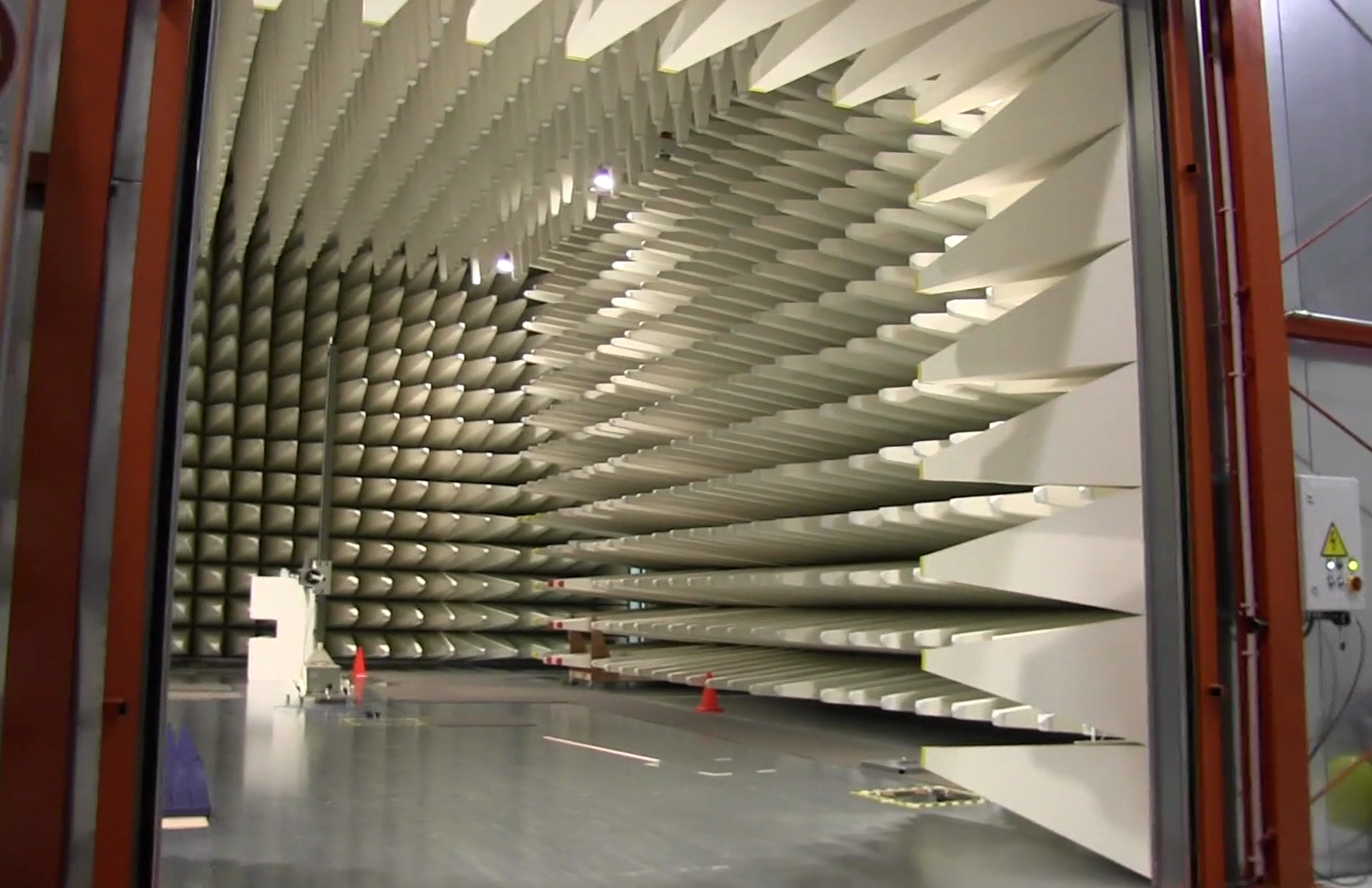
Blick in eine Semi-Absorberkammer. Der Boden ist metallisch und gut reflektierend, nur die Wände und Decke sind absorbierend

Es wird zwischen vollständigen Absorberkammern (englisch Fully anechoic room, FAR) und Semi-Absorberkammern (englisch Semi-anechoic room, SAR oder auch englisch Semi-anechoic chamber, SAC) unterschieden. Bei vollständigen Absorberkammern oder Hallen sind alle begrenzenden Flächen mit HF-Absorberelementen ausgestattet, auch der Boden. Zur Einbringung der Messobjekte, der diversen Halterungen und der Antennen müssen die Absorber am Boden zumindest teilweise entfernt und vor einer Messung wieder am Boden angebracht werden.
In den im praktischen Betrieb einfacheren Semi-Absorberkammern sind nur die Seitenwände und die Decke mit Absorberelementen ausgestattet, der Boden ist mit gut leitfähigen und elektrisch untereinander verbundenen massiven Metallplatten ausgeführt, die direkt begehbar oder befahrbar sind. Der Boden in Semi-Absorberkammern ist durch die Metallplatten stark reflektiv und entspricht in Näherung einer Freifeldanordnung auf der Erdoberfläche, wo der Erdboden reflektiv wirkt.

## Anwendung
Absorberkammern werden in der EMV-Prüftechnik für Störfestigkeitsprüfungen und für Störaussendungsmessungen eingesetzt. Gegenüber der alternativen Prüfumgebung Freifeldmessplatz hat eine Absorberkammer den Vorteil einer abgeschlossenen von der Umwelt elektromagnetisch getrennten Prüf- und Messumgebung, in der sowohl Störfestigkeitsprüfungen hoher Feldstärke als auch Messungen elektromagnetischer Feldaussendungen sehr geringen Pegels möglich sind. In der Kammer sind Messungen in allen technisch und von der Kammer und der Messeinrichtungen unterstützten Frequenzbereichen möglich, ohne rechtliche Beschränkungen. Messungen mit Aussendungen die ohne Abschirmung im Freifeld durchgeführt werden, dürfen nur bestimmte Frequenzen verwenden, um Störung regulärer Funkdienste in der Umgebung der Messeinrichtung zu vermeiden.
Alternative Prüfumgebungen, z. B. TEM-Zelle und GTEM-Zelle, sind häufig so kompakt gebaut, dass sie nicht begehbar sind, um z. B. den Prüfgegenstand während eines Störfestigkeitstests zu beobachten.